# Sapélo
Sapélo är en ort i Burkina Faso. Den ligger i den centrala delen av landet, 29 km väster om huvudstaden Ouagadougou. Sapélo ligger 335 meter över havet och antalet invånare är 462.
Terrängen runt Sapélo är mycket platt. Närmaste större samhälle är Tanghin-Dassouri, 11,6 km sydost om Sapélo.
Omgivningarna runt Sapélo är en mosaik av jordbruksmark och naturlig växtlighet. Runt Sapélo är det ganska tätbefolkat, med 199 invånare per kvadratkilometer.